# Certifikat
Certifikat (lat. certificatum) znači općenito potvrdu, svjedodžbu. 
Certifikat kao međunarodni trgovački izraz predstavlja pismenu ispravu, u kojoj se kao sigurno označuje i kojom se posvjedočuje istinito stanje ili istinita okolnost o nekoj stvari ili robi. U uvozno-izvoznoj trgovini ima najviše slučajeva, kad se mora ispostaviti takva potvrda o robi, koja prelazi državnu granicu. Od osobite je važnosti tzv. svjedodžba o podrijetlu (certificat d'origine, Ursprungs-Zertifikat). To je posebna potvrda, kojom javna vlast, obično priradna komora, vjerodostojno zasvjedočava, odakle je neka roba po podrijetlu. Takve svjedodžbe služe u carinskom prometu kao dokazalo, da roba, dolazeći iz inozemstva, potječe baš iz zemlje, s kojom postoje određena carinska i prometna olakšanja ili ograničenja.
Kod brodova imamo svjedodžbu o identitetu, izdanu od javne vlasti, koja se inače zove i brodski certifikat. To je svjedodžba o unosu u pomorski registar brodova (Schiffszertifikat). Takve svjedodžbe izdaje brodovima nadležna lučka registarska oblast; one sadržavaju sve relevantne podatke o brodu (gradnja, veličina, tonaža, klasifikacija uopće, zastava, narodnost itd.). Takav brodski certifikat služi ujedno kao dopuštenje, kojom plovidbom (obalnom, kratkom ili dugom) smije brod ploviti i pod kojom zastavom.